# Décima Quinta Emenda à Constituição dos Estados Unidos
A Décima Quinta Emenda à Constituição dos Estados Unidos estabelece que os governos nos Estados Unidos não podem impedir a um cidadão de votar por motivo de raça, cor, ou condição prévia de servidão (escravidão). Foi ratificada em 3 de fevereiro de 1870.

## Texto
| Section 1. The right of citizens of the United States to vote shall not be denied or abridged by the United States or by any State on account of race, color, or previous condition of servitude. Section 2. The Congress shall have power to enforce this article by appropriate legislation. | Seção 1. O direito de voto dos cidadãos dos Estados Unidos não poderá ser negado ou cerceado pelos Estados Unidos, nem por qualquer Estado, por motivo de raça, cor ou de prévio estado de servidão. Seção 2. O Congresso terá competência para executar este artigo, com legislação apropriada. |

## Galeria
- Emenda XV na Administração Nacional de Arquivos e Registros.
- Celebração em 1870 da Décima Quinta Emenda como garantia dos direitos dos afro-americanos.